# Campionati europei di nuoto in vasca corta 2010 - 200 metri dorso maschili
Le qualifiche per la finale si sono svolte la mattina del 25 novembre 2010, mentre la finale si è svolta la sera dello stesso giorno.

## Medaglie
| Posizione | Atleta           | Paese    |
| --------- | ---------------- | -------- |
| Oro       | Yannick Lebherz  | Germania |
| Argento   | Damiano Lestingi | Italia   |
| Bronzo    | Artem Dubovskoy  | Russia   |

## Record
Prima della manifestazione il record del mondo (RM), il record europeo (EU) e il record dei campionati (RC) erano i seguenti.
| Record mondiale       | 1 min 46,11 s | Arkady Vyatchanin Russia | 15 novembre 2009 Berlino, Germania |
| Record europeo        | 1 min 46,11 s | Arkady Vyatchanin Russia | 15 novembre 2009 Berlino, Germania |
| Record dei campionati | 1 min 48,62 s | Stanislav Donets Russia  | 10 dicembre 2009 Istanbul, Turchia |

Durante la competizione non sono stati migliorati record.

## Risultati batterie
| Pos. | Atleta                   | Nazionalità | Tempo         | Batteria | Corsia | Note |
| ---- | ------------------------ | ----------- | ------------- | -------- | ------ | ---- |
| 1    | Derya Büyükunçu          | Turchia     | 1 min 53,38 s | 2        | 4      |      |
| 2    | Yakov Yan Toumarkin      | Israele     | 1 min 53,97 s | 1        | 3      |      |
| 3    | Artem Dubovskoy          | Russia      | 1 min 54,24 s | 1        | 4      |      |
| 4    | Damiano Lestingi         | Italia      | 1 min 54,33 s | 3        | 3      |      |
| 5    | Péter Bernek             | Ungheria    | 1 min 54,41 s | 3        | 1      |      |
| 6    | Yannick Lebherz          | Germania    | 1 min 54,55 s | 3        | 5      |      |
| 7    | Sebastiano Ranfagni      | Italia      | 1 min 54,83 s | 2        | 5      |      |
| 8    | Stanislav Donets         | Russia      | 1 min 55,00 s | 3        | 4      |      |
| 9    | Kvetoslav Svoboda        | Rep. Ceca   | 1 min 56,32 s | 1        | 5      |      |
| 10   | Sergey Makov             | Russia      | 1 min 57,18 s | 2        | 3      |      |
| 11   | Andres Olvik             | Estonia     | 1 min 57,50 s | 2        | 6      |      |
| 12   | Lukas Raeuftlin          | Svizzera    | 1 min 57,52 s | 2        | 2      |      |
| 13   | David Gamburg            | Israele     | 1 min 57,70 s | 2        | 1      |      |
| 14   | Jonatan Kopelev          | Israele     | 1 min 57,78 s | 1        | 2      |      |
| 15   | Jurjen Willemsen         | Paesi Bassi | 1 min 58,05 s | 3        | 2      |      |
| 16   | Adriano Miguel Niz       | Portogallo  | 1 min 58,12 s | 3        | 6      |      |
| 17   | Jean Francois Schneiders | Lussemburgo | 1 min 58,47 s | 3        | 7      |      |
| 18   | Matas Andriekus          | Lituania    | 1 min 59,06 s | 1        | 7      |      |
| 19   | Ivan Biondic             | Croazia     | 1 min 59,14 s | 1        | 6      |      |
| 20   | Jonathan Massacand       | Svizzera    | 2 min 03,64 s | 2        | 7      |      |

## Finale
| Pos. | Atleta              | Nazionalità | Tempo         | Corsia | Note |
| ---- | ------------------- | ----------- | ------------- | ------ | ---- |
|      | Yannick Lebherz     | Germania    | 1 min 51,74 s | 7      |      |
|      | Damiano Lestingi    | Italia      | 1 min 51,84 s | 6      |      |
|      | Artem Dubovskoy     | Russia      | 1 min 52,72 s | 3      |      |
| 4    | Péter Bernek        | Ungheria    | 1 min 52,81 s | 2      |      |
| 5    | Derya Büyükunçu     | Turchia     | 1 min 53,00 s | 4      |      |
| 6    | Yakov Yan Toumarkin | Israele     | 1 min 53,46 s | 5      |      |
| 7    | Sebastiano Ranfagni | Italia      | 1 min 54,47 s | 1      |      |
| 8    | Stanislav Donets    | Russia      | 1 min 55,15 s | 8      |      |